# Provincia de Santiago (República Dominicana)
Santiago es una de las 32 provincias de la República Dominicana y un importante centro agrícola del país. Se encuentra en el norte, específicamente en el centro del Valle del Cibao, en el extremo oriental de la subdivisión denominada Línea Noroeste. Su capital es la ciudad de Santiago de los Caballeros. Santiago es un centro intelectual, educativo y cultural. También es un importante centro industrial con ron, textiles, cigarrillos e industria del tabaco. Fábricas de calzado, artículos de cuero y de muebles son una parte importante de la vida económica de la provincia. Santiago también cuenta con cuatro importantes zonas francas, además posee una importante fábrica de cemento.
Hace frontera con prósperas ciudades aledañas. Está rodeada por altas montañas que durante años la han protegido contra los huracanes y permite que sus densos bosques tropicales desarrollen laderas en las montañas, las cuales se encuentran entre las más altas de la región.

## Historia
Santiago fue fundada en 1495, originalmente a orillas del río Yaque del Norte, pero aún no está muy claro por qué fue trasladada en 1504 a la comunidad campestre de Jacagua, al pie del pico Diego de Ocampo. Este asiento fue destruido por un terremoto en 1562, luego fue trasladada a donde se encuentra actualmente.
En 1504 Nicolás de Ovando, el entonces gobernador de la isla, trasladó la provincia a Jacagua. De fortaleza pasó a ser villa de población civil. Se ignoran los motivos del traslado; lo que está claro, sin embargo, es que el nuevo asentamiento se hizo en tierras feraces. Como a otras poblaciones de la isla, el 7 de julio de 1508 la reina Juana I de España, le concedió a Santiago el título de villa y le otorgó también escudo nobiliario.

## Límites
Santiago limita por el norte con la provincia Puerto Plata, por el este con las provincias Espaillat y La Vega, por el sur con la provincia San Juan y por el oeste con las provincias Santiago Rodríguez y Valverde.

## Municipios y distritos municipales

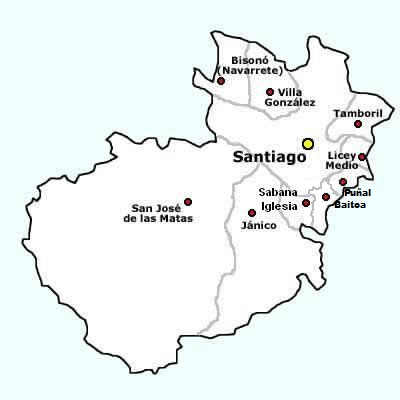
División municipal de Santiago

Desde el año 2013 la provincia se divide en diez municipios y dieciséis distritos municipales:
- Baitoa[5]
- Jánico
  - El Caimito
  - Juncalito
- Licey al Medio
  - Las Palomas
- Puñal
  - Canabacoa
  - Guayabal
- Sabana Iglesia
- San José de Las Matas
  - El Rubio
  - La Cuesta
  - Las Placetas
- Santiago
  - Hato del Yaque
  - La Canela
  - Pedro García
  - San Francisco de Jacagua
  - Santiago Oeste
- Tamboril
  - Canca la Piedra
- Villa Bisonó
- Villa González
  - El Limón
  - Palmar Arriba

## Geografía física

### Relieve
En el norte de la provincia se encuentra la Cordillera Septentrional que cruza todo el norte del país y además se encuentra el pico Diego de Ocampo de 1249 m s. n. m., es el pico más alto de esta cordillera. Mientras que la Cordillera Central se encuentra en la parte sur. Al suroeste de la provincia inicia la Sierra Samba.
Al oeste se encuentran unas pequeñas colinas que separan el Valle Occidental del Cibao con el Valle de la Vega Real. Las montañas más altas de la provincia son La Pelona, el Pico Duarte que comparte con la provincia de San Juan y la Rusilla que comparte con La Vega.
En la provincia está el Parque nacional José Armando Bermúdez, uno de los más grandes del país y la reserva forestal más importante de la isla.

### Hidrología
El principal río que cruza Santiago es el Yaque del Norte, que bordea toda la parte sur de la de la provincia. Además, hay otros ríos de gran importancia que recorren la provincia como son los ríos Bao, Jagua, Inoa, Ámina y Licey.

#### Embalses y presas

##### Embalse de Bao
Ficha técnica:
- Tipo de presa : tierra
- Altura de la presa: 110.00 m.
- Río: Bao.
- Elevación corona de la presa: 334,9 m s. n. m.
- Longitud corona de la presa: 425 m.
- Elevación cresta del vertedor: 327.50 m s. n. m.
- Tipo de vertedor: dique fusible sin compuertas.
- Nivel máximo de operación: 327,5 m s. n. m.
- Nivel mínimo de operación: 311 m s. n. m.
- Capacidad de almacenamiento total: 244 millones de m³.
- Área de embalse: 10 km².
- Área de cuenca hidrográfica: 887 km².
- Año de construcción: 1984.
- Función: Garantiza el abastecimiento de agua potable a Santiago, Moca, Jánico, Sabana Iglesia, y comunidades próximas a los embalses de Tavera y La Presa Bao en Sabana Iglesia hasta el año 2018

##### Presa de López Angostura
Ficha técnica:
- Tipo de presa: tierra.
- Altura presa: 22,5 m.
- Río: Bao.
- Longitud corona de la presa: 180 m
- Tipo vertedor: superficie libre.
- Capacidad de almacenamiento total: 44 MW.
- Elevación corona de la presa: 230,6 m s. n. m.
- Elevación cresta del vertedor: 225 m s. n. m.
- Capacidad vertedor: 3410 m³/s.
- Nivel máximo de operación: 225 m s. n. m.
- Nivel mínimo de operación: 217,5 m s. n. m.
- Capacidad de almacenamiento total: 4,4 millones de m³ Área de embalse: 0,04 km².
- Área de cuenca hidrográfica: 938 km².
- Capacidad instalada: 18 mW.
- Aporte al sistema energético: 128 GWh/año.

##### Presa de Monción
Ficha técnica:
- Tipo de presa: tierra.
- Altura de la presa: 123 m
- Río: Mao.
- Elevación corona de la presa: 292 m s. n. m.]
- Longitud corona de la presa: 320 m
- Elevación cresta del vertedor: 280 m s. n. m.
- Tipo de vertedor: superficie libre sin compuertas.
- Nivel Máximo de operación: 280 m s. n. m.
- Nivel mínimo de operación: 223 m s. n. m.
- Capacidad de almacenamiento total: 360 millones de m³
- Área de embalse: 1250 ha
- Área de cuenca hidrográfica: 622 km²
- Capacidad instalada: 49,3 mW
- Riego junto al contraembalse : 19.332 ha
- Aporte al sistema energético: 140 GWh/año.
- Año de construcción : 2001.

Aunque según los reportes la presa de Monción pertenezca a la provincia Santiago Rodríguez la mayor parte de la presa se encuentra en los límites de la provincia de Santiago.

##### Presa de Tavera
Ficha técnica:
- Tipo de presa: tierra.
- Altura de la presa: 80 m
- Río: Yaque del Norte.
- Elevación corona de la presa: 332,5 m s. n. m.
- Longitud corona de la presa: 320 m
- Elevación cresta del vertedor: 315,5 m s. n. m.
- Tipo de vertedor: con seis compuertas.
- Capacidad vertedor: 1000 m³/segundos por compuerta.
- Nivel Máximo de operación: 327,5 m s. n. m.
- Nivel mínimo de operación: 295 m s. n. m.
- Capacidad de almacenamiento total: 173 millones de m³
- Área de embalse: 6,2 km²]
- Área de cuenca hidrográfica: 785 km².
- Capacidad instalada: 96 MW
- Riego: 9.100 ha
- Aporte al sistema energético : 220 GWh/año.
- Año de construcción: 1973

## Demografía
La siguiente es una tabla ordenada de los municipios con las cifras de población a partir de 2014. La población urbana es la que vive en las cabeceras municipales de los municipios. La población rural es aquella que vive en los subdistritos dentros de los municipios.
| Nombre                     | Población total | Población urbana | Población rural |
| -------------------------- | --------------- | ---------------- | --------------- |
| Baitoa                     | 32 570          | 8183             | 24 387          |
| Jánico                     | 58 521          | 5958             | 52 563          |
| Licey al Medio             | 64 522          | 15 047           | 49 475          |
| Puñal                      | 77 562          | 66 249           | 11 313          |
| Sabana Iglesia             | 47 522          | 21 205           | 26 317          |
| San José de Las Matas      | 68 212          | 14 907           | 53 305          |
| Santiago de los Caballeros | 1 000 087       | 810 616          | 189 471         |
| Tamboril                   | 79 522          | 38 188           | 41 334          |
| Villa Bisonó               | 55 523          | 41 694           | 13 829          |
| Villa González             | 59 321          | 21 842           | 37 479          |
| Provincia Santiago         | 1 543 362       | 988 953          | 554 409         |

## Economía
Santiago es una de las provincias de mayor importancia en el país. Cuenta con unos 1,500,000 habitantes y es la provincia que tiene el menor número de desempleados. Es una provincia con una importante diversidad económica.
Las industrias, de todo tipo se concentran en Santiago de los Caballeros, aunque la industria del tabaco es importante también en Villa González. En cuanto a la pecuaria, el principal desarrollo lo muestran la avicultura y la porcicultura, ambas en Licey al Medio.
El ganado vacuno se desarrolla principal en las regiones montañosas del sur de la provincia. Según otros estudios, la población llega a más de 800 mil habitantes y la provincia completa supera el millón. Desde la década de los 70, la región ha experimentado un progresivo desarrollo económico. Entre otras actividades económicas y productivas se encuentran la industria tabacalera, las zonas francas, el comercio formal e informal y los servicios.
Estos sectores han sido las principales fuentes de empleo. La importancia que tiene la ciudad ha provocado que en Santiago, como eje económico del Cibao, se muevan diariamente más de un millón de personas provenientes de diferentes partes de la región y del país.
La provincia de Santiago aporta el 14% del PIB de la República Dominicana, lo que evidencia grandemente la importancia que ésta tiene en el desarrollo económico del país.
Santiago tiene una moderna industria de ron y tabaco de alta calidad, que compite en los mercados mundiales más exigentes. La industria del tabaco, como en el pasado, sigue siendo una piedra angular de su economía rural y fuente de miles de empleos en la zona. La región también es un importante productor y exportador de tabaco en rama hacia Europa, al igual que de café y cacao. Su diversificada agricultura produce además numerosos cultivos menores que abastecen el mercado de Santo Domingo y otras comunidades. Ubicado en el corazón de la isla, Santiago está dotado de ágiles vías de acceso, encontrándose a 2 h de Santo Domingo y a 45 mins de Puerto Plata, ambas ciudades con importantes puertos y aeropuertos para el transporte de mercancía y pasajeros desde y hacia el exterior.
En la rama industrial, también la comunidad se ha destacado con notables éxitos. El desarrollo del sector industrial santiagués se puede dividir en dos: el de producción nacional y el de las zonas francas de exportación.
La producción interna es amplia en una diversa gama de actividades, como la de cigarrillos, zapatos, cueros, Procesadoras de alimentos cárnicos, Industrias de envasado de alimentos (Grasas vegetales y vegetales),  metal-mecánica, envases, cerámica, artesanía y materiales de construcción tales como fábrica de cemento, blocks, ventanas, puertas y otros.
Otra pulmón económico de la provincia es la Zona Franca Industrial de Santiago, que produce cerca del 20% de las divisas generadas por todas las zonas franca del país. Es la primera en creación de empleos. Para el 1995 tenía una fuerza laboral de 32,000 empleos, distribuidos en 79 empresas de confecciones textiles, de cigarros, zapatos, plásticos, cueros, comunicaciones, equipos eléctricos, entre otros. Ya en el 1998 había un promedio de 52,943 empleados con un total de 114 empresas.
El sector servicios también ha visto desarrollarse en Santiago. Una amplia y fructífera clase de comerciantes, un eficiente sistema bancario, de comunicaciones, de turismo, de profesionales de diversas disciplinas, contribuyen positivamente al desarrollo económico y social de la República Dominicana.
La mayoría de las instituciones bancarias de la República Dominicana han abierto nuevas sucursales en Santiago, lo cual también contribuye a dinamizar la economía en la provincia. Estos son:
- ADEMI
- Asociación Cibao de Ahorros y Préstamos
- Asociación La Nacional
- Asociación Mocana de Ahorros y Préstamos
- Asociación Popular de Ahorros y Préstamos
- Banco Agrícola
- Banco Comercial Santiago
- Banco Confisa
- Banco de Desarrollo de Exportación
- Banco de la Mujer
- Banco de Reservas
- Banco del Progreso (Adquirido por Scotiabank)[7]
- Banco BHD-León
- Banco Nacional de Crédito
- Banco Nacional de la Vivienda
- Banco Hipotecario Dominicano
- Banco Popular
- Banco Santa Cruz
- CrediFacil
- ScotiaBank
- Banco BDI
- Banco Promérica
- Banco FiHogar
- Banco Unión

La provincia provee 11.3% de los ahorros al sistema de la banca comercial en la República Dominicana, el cual a su vez sólo invierte 6.2% de sus préstamos en la provincia. El sector de ahorros y préstamos en Santiago, es relativamente fuerte.

### Industria del Tabaco
Esta industria está conformada por unas 100 fábricas dedicadas a la confección de puros y a la manipulación de la hoja aromática, y genera empleo a más de 25 mil personas. Esta actividad productiva ha logrado convertirse en un importante sector exportador del país con destinos como Estados Unidos y Europa. Las dos industrias de cigarrillos más poderosas del país están ubicadas en Santiago y ambas emplean alrededor de dos mil personas.

### Remesas
Según el censo de 2002, 33.645 hogares reciben remesas de sus familiares residentes en el exterior. De éstos, el 66,4% reside en la zona urbana y el 30,6% en la zona rural.
Estas remesas son un gran apoyo a la economía local, por lo que implican de circulación de divisas en un nivel directo al 12.7% de los hogares de la arquidiócesis.

### Zonas Francas
Las Zonas Francas que se han consolidado en esta región, son consideradas las más sólidas y mejor estructuradas de la República Dominicana. Existen siete Parques industriales y generan aproximadamente 48 mil empleos directos y mueven alrededor de 30 millones de pesos (RD$) por semana. En cuanto a exportaciones, se estima unos 600 millones de dólares al año.

### Aeropuerto Internacional del Cibao
La provincia de Santiago además cuenta con un Aeropuerto Internacional que conecta a la ciudad con ciudades como: Boston, New York, Miami, Newark en los Estados Unidos, Ciudad de Panamá, y San Juan en Puerto Rico. Además según cifras del Banco Central de la República Dominicana por este aeropuesto circula un 8% del tráfico de pasajeros del País.

## Salud
Santiago tiene alrededor de 137 centros de salud, de los cuales cinco pertenecen al sector público y cuarenta y seis al privado.
- Hospital Provincial Juan XXIII
- Clínica Unión Médica
- Clínica Centro Médico Santiago Apóstol
- Hospital del Instituto Oncológico
- Hospital del Seguro Médico para Maestros
- Hospital Infantil Arturo Grullón
- Hospital Metropolitano de Santiago
- Hospital Presidente Estrella Ureña
- Hospital Regional Universitario José María Cabral y Báez
- Instituto Dermatológico, el Centro de Rehabilitación
- Clínica Corominas

## Educación
La provincia posee varios centros de estudios como:
Centros primarios y secundarios
- Centro Educativo Baldera Gil (EBG)
- Centro Cristiano de Enseñanza (CCE)
- Colegio Sagrado Corazón de Jesús
- Colegio de La Salle
- Colegio Instituto Iberia
- Colegio Intelecto
- Colegio Leonardo DaVinci
- Colegio San Juan de la cruz
- Colegio Dominicano
- Colegio Santa Ana
- Colegio Santiago Apóstol
- Escuela Santo Hermano Miguel
- Escuela Técnica San Martín de Porres
- Escuela Venezuela
- Escuela Miguel Ángel Jiménez
- Escuela Genaro Pérez
- Instituto de Estudios Avanzados (IEA)
- Instituto Tecnológico México * https://itm.edupage.org/
- Instituto Politécnico Industria Don Bosco * https://ipidbosco.edu.do/
- Instituto Politécnico Industrial De Santiago
- Instituto Politécnico La Esperanza
- Instituto Politécnico Nuestra Señora del Carmen
- Instituto Superior Salomé Ureña recinto Emilio Prud Homme
- Liceo Herminia Pérez
- Liceo Nocturno de Gurabo
- Liceo Nocturno San Francisco Arriba
- Liceo Técnico Pastor Abajo
- Liceo Ulises Francisco Espaillat
- Liceo Vespertino Palo Quemado
- Liceo Roberto Duverge Mejia
- Politécnico en Arte Julio Alberto Hernández
- Politécnico Ernesto Disla Núñez
- Politécnico Braulio Paulino
- Politécnico Nuestra Señora de las Mercedes
- Politécnico Martina Mercedes Zouain
- Politécnico Ramón Dubert Novo
- Politécnico Altagracia Iglesias de Lora

Universidades
En Santiago de los Caballeros, nació en 1963, la primera universidad privada del país, la Universidad Católica Madre y Maestra, hoy Pontificia. Las principales centros de educación superior son:
- Pontificia Universidad Católica Madre y Maestra
- Universidad Autónoma de Santo Domingo
- Universidad Tecnológica de Santiago
- Universidad ISA (Instituto Superior de Agricultura)
- Universidad Nacional Evangélica
- Universidad Abierta Para Adultos

También existen recintos de la Universidad Autónoma de Santo Domingo, Universidad Acción Pro Educación y Cultura,(UNAPEC-Extensión Cibao) y la Universidad Organización y Método O&M, Universidad de la tercera edad (UTE), además de una extensión del Instituto Nacional de Formación Técnico Profesional INFOTEP.

## Deporte
La provincia es sede del Estadio Cibao, hogar del equipo de béisbol Águilas Cibaeñas. También existen equipos de Softball, Baloncesto (Metros de Santiago con sede en la Gran Arena del Cibao Dr. Oscar Gobaira), Balonmano, Voleibol y Gimnasia.
El fútbol en esta provincia es bastante popular, esto gracias a la apertura de numerosas escuelas dedicadas a la práctica de esta disciplina. El (Cibao Fútbol Club) es el equipo representativo de la provincia en la Liga Dominicana de Fútbol.
Además la ciudad de Santiago de los Caballeros cuenta con un gran centro deportivo "La Barranquita" el cual fue sede los Juegos Deportivos Centroamericanos y del Caribe en el año 1986.

## Autoridades
Gobernadora
■ {anterior: Ana María Domínguez Hernández} Rosa Santos Mendez 
Fiscal
- José Francisco Núñez (suspendido) [8]
- Osvaldo Bonilla (Interino)[9]

Senador
- Eduardo Estrella

Alcalde
- Ulises Rodríguez

Diputados
- Mateo Evangelista Espaillat Tavárez
- Ramón Mayobanex Martínez Durán
- Héctor Bienvenido Ramírez Bidó
- Víctor Valdemar Suárez Díaz
- Leonardo Alfonso Aguilera Quijano
- Gregorio Domínguez Domínguez
- Miguel Andrés Gutiérrez Díaz
- Máximo Castro
- Rosa Hilda Genao Díaz
- José Benedicto Hernández Tejada
- Francisco Alberto Díaz García
- Braulio de Jesús Espinal Tavárez
- Félix Michell Rodríguez Morel
- Víctor Manuel Fadul Lantigua
- Magda Alina Altagracia Rodríguez Azcona
- Luis René Fernández Tavárez
- Nelson Rafael Marmolejos Gil
- Nelsa Shoraya Suárez Ariza

## Trivialidades
- Todos los gobiernos han mantenido esta provincia con su nombre, aunque su superficie se ha visto muy reducida resultado de la segregación de territorios para crear nuevas provincias.
- Es el primer Santiago de América, o sea, la primera ciudad del continente con ese nombre.
- Esta provincia se ubica en el interior de La Española, y no tiene costas.
- Es por la producción de puros que la provincia ha adquirido renombre mundial, sinónimo de vieja tradición tabaquera y de un producto de la más alta calidad a nivel mundial.
- Más del 80% de la producción de puros proviene de Santiago, lo que la ha convertido en un símbolo de excelencia y la llave para insertarse en los mercados internacionales.
- En esta provincia se dieron los grandes movimientos de independencia dominicana.
- Durante la Guerra de la Restauración, Santiago de los Caballeros (capital de la provincia) fue la capital de la República Dominicana.
- De esta provincia han salido muchos presidentes, entre ellos: Joaquín Balaguer, Salvador Jorge Blanco, Hipólito Mejía, entre otros.
- En 2002 fue inaugurado el nuevo Aeropuerto Internacional del Cibao, ubicado en el municipio de Licey al Medio. Actualmente recibe vuelos diarios de Nueva York, Atlanta, Miami, San Juan, Panamá, Ft. Lauderdale, La Habana, entre otras.
- La construcción del Monumento de Santiago inició y finalizó en 1944, pero no sería hasta 1953 por voluntad del entonces vicepresidente Joaquín Balaguer que sería inaugurado.